# CRRES

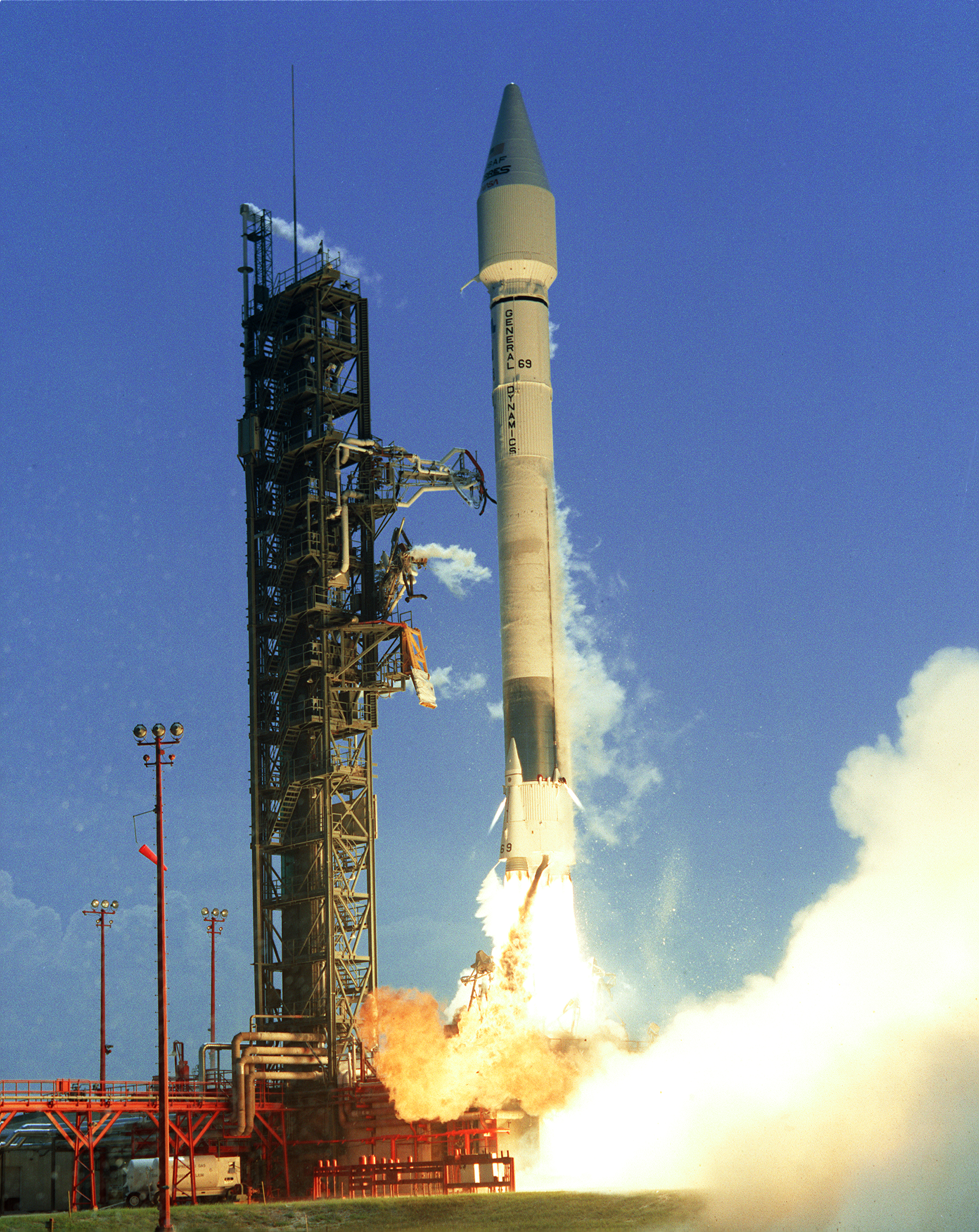
Décollage du lanceur Atlas 1 emportant le satellite CRRES.

CRRES (Combined Release and Radiation Effects Satellite) est une mission spatiale conjointe de l'Armée de l'Air américaine et de la NASA lancée en 1990. Elle avait pour objectif l'étude de l'ionosphère ainsi que la mesure des effets des ceintures de radiation sur l'électronique. Au cours de la mission des lâchers de poudres chimiques ont été effectués dans l'espace à différentes altitudes et moments de la journée  pour étudier la structure et le comportement de l'ionosphère. Le satellite d'environ 1,7 tonne embarquait une quarantaine d'instruments de mesurer ainsi que des échantillons de composants électroniques. Placé  sur une orbite de transfert géostationnaire par une fusée Atlas pour lui permettre de traverser périodiquement les ceintures de radiation, il a été victime d'une défaillance  en octobre un peu plus d'un an après son lancement.

## Historique
La conception de la mission CRRES remonte en 1984. À l'époque le satellite conçu conjointement par  la NASA et l'Armée de l'Air américaine  doit être placé en orbite par la navette spatiale américaine. Le satellite doit être placé sur une orbite basse par celle-ci. Dans une première phase de la mission il libère depuis cette orbite des poudres métalliques (lithium, baryum) ou non (calcium, strontium) pour permettre l'étude de l'ionosphère dans le cadre d'une campagne de 90 jours puis il se place sur une orbite de transfert géostationnaire à l'aide d'un étage de fusée  pour réaliser d'autres largages de poudres chimiques et réaliser une étude de l'effet des ceintures de radiation sur des composants électroniques. L'accident de la navette spatiale Challenger en janvier 1986 impose le changement du moyen de lancement utilisé. Mais le lanceur Atlas I qui doit être mis en œuvre n'a pas les mêmes capacités que la navette spatiale. Le point d'attache des panneaux solaires  est modifié pour s'adapter au diamètre limité de la coiffe du lanceur et seules 24 des 48 cartouches de poudres chimiques sont embarquées pour réduire la masse. Enfin le satellite est placé directement sur une orbite de transfert géostationnaire.
Le projet est financé par l'Armée de l'Air américaine  hormis les expériences développées par la NASA. La gestion du projet est le centre Marshall de la NASA. La réalisation du satellite est confiée à Ball Aerospace qui a également en charge l'intégration de la charge utile et les tests.

## Objectifs
La mission a trois objectifs définis par ses deux contributeurs : 
- L'étude de l'ionosphère et de la magnétosphère par observation de nuages d'ions créés artificiellement par largage à partir du satellite de cartouches de poudre contenant différents produits chimiques choisis pour leur comportement dans les champs électriques (expérience de la NASA).
- Étude des effets du rayonnement des ceintures de radiation internes et externes sur des composants électroniques  et sur des panneaux solaires reflétant l'état de l'art pour permettre leur utilisation dans le cadre de missions futures (US Air Force).
- Étude des irrégularités de l'ionosphère et de leur incidence sur les liaisons radio (US Air Force).

## Caractéristiques techniques
CRRES de 1 716 kg ayant la forme d'un prisme octogonale d'un mètre de haut avec une distance de trois mètres entre les deux faces opposées. Quatre des huit compartiments situés sur les facettes du prisme contiennent les cartouches de poudres chimiques. Les autres compartiments contiennent les  autres instruments scientifiques. Le satellite est spinné, c'est-à-dire que son orientation est maintenue par la mise en rotation du satellite autour de son axe principal à raison de 2,2 tours par minute. Cet axe est parallèle au plan de l'écliptique et fait un angle de 12° avec la direction du Soleil. Deux panneaux solaires fixes, fournissant l'énergie, sont fixés au sommet du prisme.

## Instruments scientifiques
CRRES emporte trois ensembles d'expériences représentant plus d'une quarantaine d'instruments développés par différents laboratoires aux États-Unis, en Europe et en Amérique du Sud. La masse totale de la charge utile est de 678 kg
,, :
- Le satellite transporte 24 cartouches, représentant une masse de 425 kg, contenant différentes poudres chimiques. Chaque cartouche est larguée individuellement dans un point de l'espace précis et 25 minutes plus tard (pour éviter toute contamination des instruments du satellite), son contenu est libéré dans l'espace. Le rayonnement ultraviolet du Soleil ionise les poudres créant un nuage lumineux de 100 kilomètres de diamètre. Le nuage s'allonge le long des lignes du champ magnétique terrestre mettant en évidence sa structure durant un court laps de temps. En observant le déplacement du nuage, les scientifiques peuvent mesurer les champs électriques et visualiser comment ces champs interagissent avec les particules ionisées en formant des vagues. Ces mesures permettent de mieux comprendre comment la Terre extrait de l'énergie du vent solaire. Des télescopes, des radars et des instruments de mesure des ondes de plasma et des particules situés au sol ou embarqués à bord d'avions ou de CRRES sont utilisés pour observer les nuages.
- L'expérience de l'US Air Force mesure les caractéristiques des ceintures de radiation traversées à chaque orbite et leurs effets sur le fonctionnement de composants électroniques reflétant de l'état de l'art (expérience Spacerad). 30 instruments sont testés et mesurent les caractéristiques de l'environnement traversés. Le comportement des panneaux solaires à l'arséniure de gallium caractérisés par un rendement élevé (HESP pour High Efficiency Solar Panel) est également mesuré. Ce groupe d'instruments incluent la mesure des ions lourds et des rayons cosmiques présents dans la magnétosphère.
- Plusieurs instruments de l'US Air Force doivent mesurer l'effet des perturbations naturelles artificielles (provoquées par les nuages de gaz libérés) de l'ionosphère sur les liaisons radio. Les instruments utilisés sont deux sondes à plasmas, un spectromètre de masse, un magnétomètre et deux instruments du champ électrique.

## Déroulement de la mission
CRRES décolle de la base de lancement de Cape Canaveral le 25 juillet 1990 à bord d'un lanceur Atlas 1. Il est placé sur une orbite de transfert géostationnaire (350 × 33 584 km inclinaison orbitale de 18,1°) dont l'apogée est inférieur de 2 000 km à l'altitude visée (35 786 km). Immédiatement après le largage de l'étage supérieur Centaur l'axe du satellite est positionné comme prévu et le satellite est mis en rotation lente (2,2 tours par minute) pour stabiliser son orientation. La vitesse de rotation est accélérée temporairement à 20 tours par minute pour faciliter le déploiement des perches servant de support aux capteurs de certains instruments. L'axe du satellite est maintenu par la suite en permanence dans une fourchette comprise entre 5 et 15° de la direction du Soleil tandis que les systèmes de contrôle thermique passif et actif maintiennent les équipements dans une plage de températures souhaitées.
À chaque orbite le satellite traverse les ceintures de radiation et analyse les effets de celles-ci sur les échantillons de composants électroniques et sur les panneaux solaires.Les poudres métalliques destinées à étudier la structure et le comportement de l'ionosphère sont larguées dans le cadre de trois campagnes comprenant à chaque fois plusieurs largages. La première campagne est effectuée à basse altitude près du périgée en septembre 1990 au-dessus de l'océan Pacifique sud. La seconde est effectuée à haute altitude (entre 6000 et 33 500 km) au-dessus de l'Amérique du Nord en janvier et février 1991. Enfin la troisième campagne est effectuée à basse altitude en juillet et août 1991 au-dessus de la mer des Caraïbes. Chaque largage crée un nuage de 100 kilomètres de diamètre composé de vapeur de métal qui interagit avec le plasma de l'ionosphère et de la magnétosphère ainsi que le champ magnétique terrestres.  Le 12 octobre 1991 le contact avec le satellite est perdu sans doute à la suite d'une défaillance des batteries.

### Articles
- Ionosphère
- Ceinture de Van Allen